# 小林德费尔德
小林德费尔德是德国巴伐利亚州的一个市镇。总面积7.74平方公里，总人口2100人，其中男性1073人，女性1027人（2011年12月31日），人口密度271人/平方公里。